# 薛旦
薛旦（?—?），字既揚，一字季英，号欣然子，清朝吴郡人。
生卒年不詳。明末诸生，清初遷居無錫。顺治十一年（1654年）應鄒海岳之邀前去北京，又赴昌平童子試。早年喪妻，續娶繼室停雲，能歌善舞。他生性聪慧，吐纳风流，善填曲，惜一生懷才不遇，遂以詞曲自娛。与李玉交友。康熙年間卒，終年八十七歲。所作《書生愿》、《戰荆轲》、《蘆中人》、《玉麟符》、《粉紅欄》、《喜聯登》、《長生桃》等數十餘種，多佚失。僅《醉月缘》有残曲见於《南词新谱》。又有雜劇《昭君夢》見於《杂剧新编》。